# Lucas Agazzi
Lucas Agazzi, né le 2 mai 2005 à Montevideo en Uruguay, est un footballeur uruguayen qui évolue au poste d'ailier droit au Defensor SC.

## Biographie

### En club
Né à Montevideo en Uruguay, Lucas Agazzi est formé par l'un des clubs de la capitale uruguayenne, le Defensor SC. Il débute en professionnel le 7 février 2023, lors d'un match de championnat face au CA Fénix. Il est directement titularisé lors de ce match perdu par son équipe sur le score de trois buts à un.
Il inscrit son premier but en professionnel le 30 avril 2023, à l'occasion d'une rencontre de championnat face au CA River Plate. Titularisé, il marque le deuxième but de son équipe, qui l'emporte finalement par quatre buts à un,.
Le 21 octobre 2023, Agazzi ouvre le score lors d'une rencontre de championnat face au Cerro Largo FC, remportée par son équipe sur le score de deux buts à zéro,. En décembre 2023 il est inclus par l'Association uruguayenne de football parmi les trois meilleurs débutants de la saison qui vient de se terminer.

### En sélection
Lucas Agazzi joue un match avec l'équipe d'Uruguay des moins de 20 ans contre la Russie le 21 mars 2024 (défaite 0-1 des jeunes uruguayens).